# François L'Écuyer
François L'Écuyer est un acteur québécois né le 10 mai 1965 à Magog (Canada). Spécialisé dans le doublage, il est entre autres la voix régulière de Jackie Chan, Forest Whitaker, Anthony Anderson, Jack Black, Ice Cube, Don Cheadle et Eddie Murphy.
Il est l’oncle de l’humoriste québécois Pierre Hébert.

## Biographie
François L'Écuyer est diplômé du Conservatoire d'art dramatique de Montréal, promotion 1989.

## Filmographie
- 1994 : Alys Robi (série télévisée) : Olivier Guimond
- 1997 : Le Volcan tranquille (série télévisée) : Rosaire Lebrun
- 1998 : L'Ombre de l'épervier (série télévisée) : Gueurlot
- 1998 : Le Lépidoptère : Nicolas Cactus
- 1999 : Le Petit Ciel : Bertrand
- 2000 : Willie (série télévisée) : Johnny
- 2002 : Les Poupées russes (série télévisée) : Yvon Allard
- 2002 : Québec-Montréal : Orignal
- 2002 - 2009 : Annie et ses hommes (série télévisée) : Paul Gendron
- 2003 : L'Auberge du chien noir (série télévisée) : Denis Filion
- 2005 : L'Audition : Homme au spectacle
- 2005 : Les Bougon, c'est aussi ça la vie! (série TV) : Le vendeur de TV anti-syndicaliste
- 2022-2023 : STAT : Régis Ouellet

## Doublage

### Longs métrages
- Jackie Chan dans :
  - Opération Condor 2 : Le Bouclier Des Dieux (1986) : Jackie
  - Opération Condor (1991) : Jackie
  - Doublement vôtre (1992)  : John Ma/Boomer
  - Ivresse au Combat (1994)  : Wong Fei-hung
  - Zizanie dans le Bronx (1995)  : Ah Keung
  - Jackie Chan contre-attaque (1996)  : Inspecteur Chan Ka Kui
  - Heure limite (1998)  : Inspecteur-chef Lee
  - Un sacré bon gars (1998)  : Jackie
  - Le Cowboy de Shanghai (2000) : Chon Wang
  - Heure limite 2 (2001) : Inspecteur-chef Lee
  - Espion malgré lui (2001) : Jackie 'Buck'
  - Les Chevaliers de Shanghai (2003) : Chon Wang
  - Le Médaillon (2003) : Eddie Yang
  - Le Tour du monde en 80 jours (2004) : Passepartout
  - Heure limite 3 (2007) : Inspecteur-chef Lee
  - Le Royaume interdit (2008) : Lu Yan
  - Kung Fu Panda (2008) : Singe (voix)
  - Kung Fu Panda 2 (2011) : Singe (voix)
  - L'Espion d'à côté (2009) : Bob Ho
  - Le Karaté Kid (2010) : Monsieur Han
  - Les 2 de pique (2016) : Benny Chan
  - Opération Casse-noisette 2 (2017) : M. Feng (voix)
  - Lego Ninjago, le film (2017) : Maître Wu/Monsieur Liu (voix)
- Don Cheadle dans :
  - Mission sur Mars (2000) : Luke Graham
  - Père de famille (2000) :  Cash
  - Opération Swordfish (2001) : l'agent J.T. Roberts
  - L'Inconnu de Las Vegas (2001) : Basher Tarr
  - Le Retour de Danny Ocean (2004) : Basher Tarr
  - Complot au crépuscule (2004) :  Henry Moore
  - Hôtel Rwanda (2004) : Paul Rusesabagina
  - Danny Ocean 13 (2007) : Basher Tarr
  - Traître (2008) : Samir Horn
  - L'Élite de Brooklyn (2010) : l'inspecteur Clarence "Tango" Butler
  - Iron Man 2 (2010) : le colonel James « Rhodey » Rhodes / War Machine
  - Iron Man 3 (2013) :  le colonel James « Rhodey » Rhodes / War Machine
  - Avengers : L'Ère d'Ultron (2015) :  le colonel James « Rhodey » Rhodes / War Machine
  - Capitaine America : La Guerre civile (2016) : le colonel James « Rhodey » Rhodes / War Machine
  - Avengers : La Guerre de l'infini (2018) : le colonel James « Rhodey » Rhodes / War Machine
  - Capitaine Marvel (2019) : le colonel James « Rhodey » Rhodes / War Machine (caméo, scène inter-générique, non crédité)
  - Avengers: Phase finale (2019) : le colonel James « Rhodey » Rhodes / War Machine
  - Basket spatial : Une nouvelle ère (2021) : AI-G Rhythm
- Forest Whitaker dans :
  - Espèces (1995) : Dan Smithson
  - Phénomène (1996) : Nate Pope
  - Terre, champ de bataille (2000) : Ker
  - Le Grand Débat (2007) : le docteur James Farmer Sr.
  - Rois de la rue (2008) : capitaine Jack "King" Wander
  - Fragments (2009) : Charlie Archenault
  - Max et les Maximonstres (2009) : Ira (voix)
  - Survivants de l'ouragan (2010) : Al Collins
  - La Guerre des pères (2011) : Brad Boyd
  - Arnaque .44 (2011) : Ronny
  - Unités d'élite (2012) : Lieutenant Detective Dennis Lurue
  - Le Dernier Combat (2013) : l'agent John Bannister
  - Au cœur du brasier (2013) : Wesley Barnes
  - L'Enlèvement 3 (2015) : Inspecteur Franck Dotzler
  - Le Gaucher (2015) : Titus « Tick » Wills
  - L'Arrivée (2016) : Colonel Weber

- Anthony Anderson dans :
  - Moi, moi-même et Irène (2000) : Jamaal
  - Roméo doit mourir (2000) : Maurice
  - Chez Big Momma (2000) : Nolan
  - Souvenirs de Liberty Heights (2001) : Scribbles
  - Blessures fatales (2001) : T.K. Johnson
  - Kangourou Jack (2003) : Louis Booker
  - Un pied dans la tombe (2003) : Tommy
  - Le Truand de Malibu (2003) : PJ
  - Agents troubles (2006) : Trooper Brown
  - Steppin': le step dans le sang (2009) : Oncle Trevor
  - L'Étoile de Noël (2017) : Zach

- Jack Black dans :
  - Orange County (2002) : Lance Brumder
  - Présentateur vedette : La Légende de Ron Burgundy (2004) : le motard
  - King Kong (2005) : Carl Denham
  - Tenacious D et le pic du destin (2006) : Jables
  - Les Vacances (2006) : Miles
  - Les Muppets (2011) : Jack Black
  - Chair de poule, le film (2015) : R.L Stine
  - Jumanji : Bienvenue dans la jungle (2017) : Professor Sheldon Oberon
  - La Pendule d'Halloween (2018) : Jonathan Barnes
  - Chair de poule 2 : Les Fantômes d'Halloween : R.L Stine

- Ice Cube dans :
  - Drôle de vendredi (2000) : Craig Jones
  - Les Chasseurs de primes (2002) : Bucum
  - Chez le barbier 2 : De retour en affaires (2004) : Calvin Palmer
  - 21 Jump Street (2012) : Capitaine Dickson
  - 22 Jump Street (2014) : Capitaine Dickson
  - Le Livre de la vie (2014) : Le Chandeleur (voix)
  - Combat de profs (2017) : Strickland
  - xXx: Le Retour de Xander Cage (2017) : Darius Stone

- Eddie Murphy dans :
  - Métro (1997) : Inspecteur Scott Roper
  - Docteur Dolittle (1998) : Dr John Dolittle
  - L'illuminé (1999) : G
  - Docteur Dolittle 2 (2001) : Dr John Dolittle
  - Flics en direct (2002) : Trey Sellars
  - Le Manoir hanté (2003) : Jim Evans
  - Voici Dave (2008) : Dave
- John Turturro dans :
  - Transformers (2007) : Seymour Simmons
  - Transformers : La Revanche (2009) : Seymour Simmons
  - Transformers 3 : La Face cachée de la Lune (2011) : Seymour Simmons
  - Transformers : Le Dernier Chevalier (2017) : Seymour Simmons

- Nathan Lane dans :
  - Petit Stuart (1999) : Nuage Blanc (voix)
  - Petit Stuart 2 (2002) : Nuage Blanc (voix)
- 1998 : Une vie de bestiole : Plouc (Richard Kind) (voix)
- 2001 : Destination : Graceland : Franklin (Bokeem Woodbine)
- 2001 : La Belle et le Clochard 2: L'Aventure de Scamp : Mooch (Bill Fagerbakke) (voix)
- 2001 : Osmosis Jones : Osmosis Jones (Chris Rock) (voix)
- 2002 : Le Règne du feu : Creedy (Gerard Butler)
- 2002 : Les Country Bears : Zeb (Stephen Root) (voix)
- 2003 : Retour à Cold Mountain : Stobrod Thewes (Brendan Gleeson)
- 2004 : Infernal Affairs : Commissaire Wong Chi Shing (Anthony Wong)
- 2004 : Escouade américaine : Police du monde : Kim Jong ll/l'atcoolique du bar (Trey Parker) (voix)
- 2005 : Zig Zag, l'étalon zébré : Buzz (Steve Harvey) (voix)
- 2005 : Tarzan 2 : Uto (Brad Garrett) (voix)
- 2005 : Petit Poulet : Melvin (Fred Willard) (voix)
- 2006 : Slevin (2006) : Elvis (Dorian Missick)
- 2007 : 3 h 10 pour Yuma : Tucker (Kevin Durand)
- 2007 : TMNT : Les Tortues Ninja  : Donatello (Mitchell Whitfield) (voix)
- 2007 : Ratatouille : Lalo (Julius Callahan) (voix)
- 2007 : Drôle d'abeille : Mooseblood (voix)
- 2011 : Les Petits Pieds du bonheur 2 : Lombard (Johnny A. Sanchez) (voix)
- 2012 : Hotel Transylvanie : Murray (Cee Lo Green) (voix)
- 2013 : Le Loup de Wall Street : Chester Ming (Kenneth Choi)
- 2013 : Fuyons la planète Terre : Thurman (George Lopez) (voix)
- 2014 : La Légende de Manolo : Candle Maker (Ice Cube) (voix)
- 2015 : Hotel Transylvanie 2 : Murray (Keegan Michael-Key) (voix)
- 2016 : Trouver Doris : Hank (Ed O'Neill) (voix)
- 2018 : Les Incroyable 2 : Lucius Meilleur/Frigozone (Samuel L. Jackson) (voix)
- 2018 : Hôtel Transylvanie 3 : Les vacances d'été : Murray (voix)
- 2018 : Teen Titans Go! Le Film : Batman (Jimmy Kimmel) (voix)

### Télévision

#### Téléfilms
- 2020 : Enquêtes gourmandes : Le secret du chef : Nicholas Belvedere (Lane Edwards)

#### Séries d'animation
- 2016 : La Boucle : M. Lessard
- 2023 : L'Île des défis extrêmes (2023) : Robert (Ripper en VO)

#### Documentaire
- 2010 : Les A$ de la brocante : Frank Fritz (Historia)